# Zhang Guojun
Zhang Guojun (chiń. 張國軍; ur. 5 maja 1963) – chiński judoka. Dwukrotny olimpijczyk. Zajął dwunaste miejsce w Seulu 1988 i osiemnaste w Los Angeles 1984. Walczył w kategorii 60 kg. Brązowy medalista igrzysk azjatyckich w 1986 roku.

## Letnie Igrzyska Olimpijskie 1984
| Konkurencja      | Walki                | Klas. końcowa |
| Konkurencja      | 1/16                 | Miejsce       |
| ---------------- | -------------------- | ------------- |
| waga ekstralekka | Guy Delvingt (FRA) P | XVIII         |

## Letnie Igrzyska Olimpijskie 1988
| Konkurencja      | Walki              | Walki                      | Walki                 | Walki                   | Klas. końcowa |
| Konkurencja      | 1/32               | 1/16                       | 1/8                   | 1/4                     | Miejsce       |
| ---------------- | ------------------ | -------------------------- | --------------------- | ----------------------- | ------------- |
| waga ekstralekka | Jerry Dino (PHL) W | Badrachyn Njamdżaw (MGL) W | Renato Santos (POR) W | Shinji Hosokawa (JPN) P | XII           |